# Puchar Miast Targowych (1955/1958)
I Puchar Miast Targowych 1955/1958

(ang. Inter-Cities Fairs Cup)

## 1/4 finału

### Grupa A
| FC Barcelona – KOPENHAGA 6:2 (4:0) - 25.12 1955 1:0 Esteban Areta 8, 2:0 Esteban Areta 10, 3:0 Justo Tejada 32, 4:0 Ramon Villaverde 41, 5:0 Ladislao Kubala 51, 5:1 Knud Lundberg 65k, 6:1 Esteban Areta 81, 6:2 Knud Lundberg 85 |
| KOPENHAGA – FC Barcelona 1:1 (0:0) - 26.04 1956 1:0 Knud Lundberg 60k, 1:1 Ramon Villaverde 85 |
| WIEDEŃ wycofał się |

| Poz | Klub         | Mecze | Zw | Rem | Por | Pkt | BrZd | BrStr |
| --- | ------------ | ----- | -- | --- | --- | --- | ---- | ----- |
| 1   | FC Barcelona | 2     | 1  | 1   | 0   | 3   | 7    | 3     |
| 2   | KOPENHAGA    | 2     | 0  | 1   | 1   | 1   | 3    | 7     |
| 3   | WIEDEŃ       | 0     | 0  | 0   | 0   | 0   | 0    | 0     |

### Grupa B
| Inter Mediolan – Birmingham City 0:0 - 15.05 1956 |
| ZAGRZEB – Birmingham City 0:1 (0:1) - 22.05 1956 0:1 Eddie Brown 8                                                                                            |
| ZAGRZEB – Inter Mediolan 0:1 (0:0) - 06.06 1956 0:1 Cesare Campagnoli 74                                                                                      |
| Birmingham City – ZAGRZEB 3:0 (1:0) - 03.12 1956 1:0 Bryan Orritt 3, 2:0 Eddie Brown 60, 3:0 Peter Murphy 67                                                  |
| Inter Mediolan – ZAGRZEB 4:0 (2:0) - 19.03 1957 1:0 Lennart „Nacka” Skoglund 8, 2:0 Benito Lorenzi 43, 3:0 Benito Lorenzi 50, 4:0 Lennart „Nacka” Skoglund 89 |
| Birmingham City – Inter Mediolan 2:1 (1:0) - 17.04 1957 1:0 Alex Govan 44, 2:0 Alex Govan 53, 2:1 Benito Lorenzi 88                                           |

| Poz | Klub            | Mecze | Zw | Rem | Por | Pkt | BrZd | BrStr |
| --- | --------------- | ----- | -- | --- | --- | --- | ---- | ----- |
| 1   | Birmingham City | 4     | 3  | 1   | 0   | 7   | 6    | 1     |
| 2   | Inter Mediolan  | 4     | 2  | 1   | 1   | 5   | 6    | 2     |
| 3   | ZAGRZEB         | 4     | 0  | 0   | 4   | 0   | 0    | 9     |

### Grupa C
| LIPSK – Lausanne Sports 6:3 (4:3) - 06.03 1956 1:0 Achim Walter 5, 2:0 Günther Konzack 9, 2:1 Rene Maillard II 11, 3:1 Rudolf Krause 23, 3:2 Gilbert Rey 31, 4:2 Rudolf Krause 36, 4:3 Norbert Eschmann 43, 5:3 Siegfried Fettke 69k, 6:3 Günther Konzack 82                            |
| Lausanne Sports – LIPSK 7:3 (4:1) - 21.10 1956 0:1 Achim Walter 13, 1:1 Aldo Tedeschi 28, 2:1 Norbert Eschmann 37, 3:1 Johannes Moser 38, 4:1 Norbert Eschmann 43, 5:1 Norbert Eschmann 55, 5:2 Günther Konzack 58, 6:2 Pierre Stefano 60, 7:2 Pierre Stefano 62, 7:3 Heinz Fröhlich 70 |
| KOLONIA wycofała się |

| Poz | Klub            | Mecze | Zw | Rem | Por | Pkt | BrZd | BrStr |
| --- | --------------- | ----- | -- | --- | --- | --- | ---- | ----- |
| 1   | Lausanne Sports | 2     | 1  | 0   | 1   | 2   | 10   | 9     |
| 2   | LIPSK           | 2     | 1  | 0   | 1   | 2   | 9    | 10    |
| 3   | KOLONIA         | 0     | 0  | 0   | 0   | 0   | 0    | 0     |

### Grupa D
| BAZYLEA – LONDYN 0:5 (0:3) - 04.06 1955 0:1 Eddie Firmani 35, 0:2 Clifford Holton 37, 0:3 Clifford Holton 43, 0:4 Clifford Holton 74, 0:5 Eddie Firmani 81                                                                               |
| LONDYN – FRANKFURT NAD MENEM 3:2 (0:2) - 26.10 1955 0:1 Alfred Pfaff 25k, 0:2 Gerhard Kaufhold 30, 1:2 Bedford Jezzard 46, 2:2 Robert Robson 60, 3:2 Bedford Jezzard 76                                                                  |
| LONDYN – BAZYLEA 1:0 (0:0) - 04.05 1956 1:0 George Robb 87 |
| FRANKFURT NAD MENEM – BAZYLEA 5:1 (2:1) - 20.06 1956 1:0 Berthold Buchenau 19, 2:0 Alfred Pfaff 31, 2:1 Josef Hugi II 35k, 3:1 Richard Hermann 52, 4:1 Alfred Pfaff 73, 5:1 Berthold Buchenau 80                                         |
| FRANKFURT NAD MENEM – LONDYN 1:0 (0:0) - 27.03 1957 1:0 Helmut Preisendörfer 72 |
| BAZYLEA – FRANKFURT NAD MENEM 6:2 (2:1) - 12.06 1957 1:0 Anton Allemann 10, 1:1 Engelbert Kraus 32, 2:1 Jürgen Sanmann 33, 3:1 Anton Allemann 47, 4:1 Anton Allemann 62, 5:1 Josef Hügi II 64, 5:2 Werner Mayer 65, 6:2 Rudolf Burger 88 |

| Poz | Klub                | Mecze | Zw | Rem | Por | Pkt | BrZd | BrStr |
| --- | ------------------- | ----- | -- | --- | --- | --- | ---- | ----- |
| 1   | LONDYN              | 4     | 3  | 0   | 1   | 6   | 9    | 3     |
| 2   | FRANKFURT NAD MENEM | 4     | 2  | 0   | 2   | 4   | 10   | 10    |
| 3   | BAZYLEA             | 4     | 1  | 0   | 3   | 2   | 7    | 13    |

## 1/2 finału
| Birmingham City – FC Barcelona 4:3 i 0:1, dod. 1:2 1 23.10 1957 1:0 Eddie Brown 2, 1:1 Justo Tejada 12, 1:2 Juan de Macedo „Evaristo” 27, 2:2 Peter Murphy 33, 3:2 Bryan Orritt 35, 3:3 Eulogio Martinez 40, 4:3 Peter Murphy 60 2 13.11 1957 0:1 Ladislao Kubala 86 3 26.11 1957 1:0 Juan de Macedo „Evaristo” 33, 1:1 Peter Murphy 48, 1:2 Ladislao Kubala 83 (mecz w Bazylei) |
| Lausanne Sports – LONDYN 2:1 i 0:2 1 16.09 1957 1:0 Marcel Vonlanden 6, 1:1 Joseph Haverty 70, 2:1 Marcel Vonlanden 74 2 23.10 1957 0:1 James Greaves 10, 0:2 Clifford Holton 76 |

## Finał
| LONDYN – FC Barcelona 2:2 i 0:6 |
| 5 marca 1958 Londyn Stamford Bridge (45 466) LONDYN – FC Barcelona 2:2 (1:2) Sędzia: Albert Dusch (Niemcy) Bramki: 0:1 Justo Tejada 4, 1:1 Jimmy Greaves 5, 1:2 Eulogio Martinez 43, 2:2 Jim Langley 88k Londyn (trener Joseph Mears): Jack Kelsey (Arsenal) – Peter Sillett (Chelsea), Jim Langley (Fulham), Danny Blanchflower (Tottenham Hotspur) (kapitan), Maurice Norman (Tottenham Hotspur), Ken Coote (Brentford), Vic Groves (Arsenal), Jimmy Greaves (Chelsea), Bobby Smith (Tottenham Hotspur), Johnny Haynes (Fulham), George Robb (Brentford) Club de Futbol Barcelona (trener Domingo Balmanya): Pedro Estrems – Fernando Olivella, Juan Segarra (kapitan), Martin Verges, Enrique Gensana, Enrique Ribelles, Estanislao Basora, Juan de Macedo „Evaristo”, Eulogio Martinez, Ramon Villaverde, Justo Tejada                                                                                      |
| 1 maja 1958 Barcelona Camp Nou (62 000) FC Barcelona – LONDYN 6:0 (3:0) Sędzia: Albert Dusch (Niemcy) Bramki: 1:0 Luis Suarez 6, 2:0 Luis Suarez 8, 3:0 Eulogio Martinez 42, 4:0 Juan de Macedo „Evaristo” 52, 5:0 Martin Verges 63, 6:0 Juan de Macedo „Evaristo” 75 Club de Futbol Barcelona (trener Helenio Herrera): Antonio Ramallets (kapitan) – Fernando Olivella, Juan Segarra, Martin Verges, Joaquin Brugue, Enrique Gensana, Justo Tejada, Juan de Macedo „Evaristo”, Eulogio Martinez, Luis Suarez, Estanislao Basora Londyn (trener Joseph Mears): Jack Kelsey (Arsenal) – George Wright (Leyton Orient), Noel Cantwell (West Ham United), Daniel Blanchflower (Tottenham Hotspur) (kapitan), Ken Brown (West Ham United), David Bowen (Arsenal), Terence Medwin (Tottenham Hotspur), Victor Groves (Arsenal), Robert Smith (Tottenham Hotspur), James Bloomfield (Arsenal), James Lewis (Chelsea) |